# Episodi de L'ispettore Coliandro (quarta stagione)
La quarta stagione della serie televisiva L'ispettore Coliandro è stata trasmessa in prima visione in Italia da Rai Due dal 19 al 26 marzo 2010.
| nº | Titolo italiano | Prima TV Italia |
| -- | --------------- | --------------- |
| 1  | Anomalia 21     | 26 marzo 2010   |
| 2  | 666             | 19 marzo 2010   |

## Anomalia 21
- Diretto da: Manetti Bros.
- Scritto da: Carlo Lucarelli e Giampiero Rigosi.

### Trama

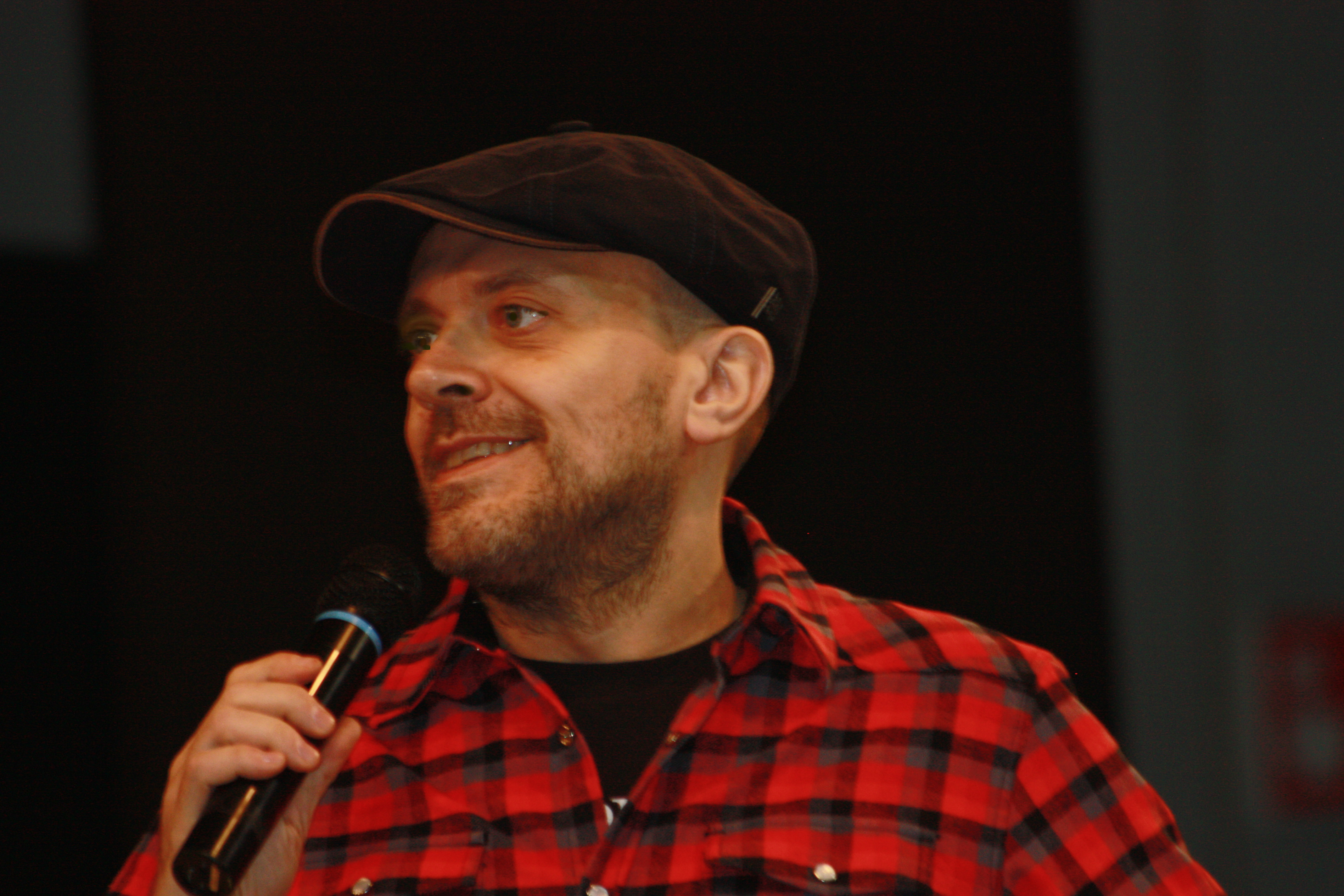
Il cantante Max Pezzali, guest star dell'episodio.

Dal carcere di Bologna viene fatto uscire un uomo che si copre il volto per la vergogna, e viene caricato dentro un furgone della polizia penitenziaria, per essere scortato in un posto non ben definito. Ufficialmente, quell'uomo dovrebbe essere il ragioniere del clan dei casalesi, ma si tratta di un diversivo escogitato dalla Longhi. Quell'uomo è un poliziotto che sostituisce il vero ragioniere, che si trova dentro una macchina civile lì vicino, con due poliziotti in borghese che gli chiedono di non mancare di rispetto al loro collega che sta rischiando la vita per attuare questo diversivo. I due poliziotti fanno del sarcasmo sull'uomo che devono scortare. Ha lavorato per tanti anni con i casalesi, poi è stato arrestato e ha deciso di diventare un collaboratore di giustizia, ottenendo quindi una nuova identità. I due poliziotti riflettono sul fatto che lo Stato ha maggiore riguardo per i "pentiti" che per loro. Prima di iniziare una nuova vita con la nuova identità, il ragioniere deve però testimoniare in un processo molto importante. Lui afferma che nella vita bisogna sapersi vendere (prima alla camorra, poi allo Stato). Mentre i tre viaggiano tranquillamente, convinti di non correre nessun pericolo, un camioncino nero inizia a sbandare contro la loro auto: è un agguato. I camorristi uccidono a mitragliate i due poliziotti, poi fanno fuori anche il ragioniere che inutilmente li supplica di non farlo.
Dopo essere stato per tanto tempo all'ufficio scomparsi, Coliandro adesso è stato assegnato all'ufficio passaporti. Tuttavia, ci sono dei problemi: un misterioso bug nel database della questura sta facendo saltare i vari dati dei cittadini, rendendo impossibile il rilascio dei passaporti. Questo bug è chiamato Anomalia 21, e finora non è stato possibile risolverlo. Fuori dall'ufficio passaporti ci sono diversi cittadini inferociti perché non hanno ottenuto il loro passaporto. Nel frattempo, in procura la Longhi sta discutendo con un suo collega e pari grado, il sostituto procuratore Costantino (presente solamente in questo episodio), e con il commissario De Zan. La Longhi si chiede chi può aver spifferato ai camorristi che il loro bersaglio era stato fatto viaggiare in un'auto civile e non nel camioncino della polizia penitenziaria. De Zan garantisce l'assoluta integrità dei suoi, e la Longhi dice che è impossibile scoprire chi sia la talpa, perché troppe persone erano a conoscenza di quel diversivo.
In carcere, ritroviamo il boss Scognamiglio, che era ritenuto morto dello spettatore (perché il gangster serbo gli aveva dato una coltellata al collo e poi gli aveva sparato all'addome), ma che incredibilmente è sopravvissuto. L'avvocato gli comunica che l'attentato contro il ragioniere e i due poliziotti è riuscito perfettamente, ma ha saputo che la Longhi vorrebbe recuperare Jelena Nikovic per farla testimoniare contro di lui. Scognamiglio si adira: sa che se gli venisse assegnato il regime detentivo del 41 bis, per lui sarebbe davvero la fine, perché non potrebbe più comandare. Parlando con l'avvocato, gli ribadisce che devono utilizzare il più possibile la persona che pagano (confermando quindi che effettivamente c'è un funzionario corrotto, ma senza specificare se è in procura oppure in questura) per farsi dare le informazioni necessarie per rintracciare anche Jelena e ucciderla.
A causa del bug noto come Anomalia 21, Coliandro è entrato in possesso dei dati riservati sul luogo in cui si trova adesso Jelena. Va alla macchinetta della caffè, dove incontra Gargiulo e il giovane Costantino. Non avendolo mai incontrato prima, e lasciandosi ingannare dalla sua giovane età, Coliandro pensa che Costantino sia un poliziotto di grado inferiore a lui, e quindi gli si rivolge con un atteggiamento di superiorità, e non gli consente nemmeno di qualificarsi. Coliandro rivela a Gargiulo di aver saputo che Jelena adesso sta a Budrio, e ha deciso di andare da lei per consegnarle il passaporto. Poi si chiarisce l'equivoco, e il pm può finalmente dire di chi è. Coliandro va via imbarazzato.
Quando arriva a Budrio, ritrova finalmente Jelena, che lo saluta calorosamente. La contentezza reciproca nel rivedersi, però, è disturbata dai due poliziotti della scorta, che esortano l'ispettore ad andare via perché hanno fretta di trasferire Jelena in un'altra località. Jelena, fingendo di scambiare effusioni amorose con Coliandro, riesce a dirgli a bassa voce che qualcosa non torna. Non aveva mai visto quei due uomini prima d'ora, hanno un atteggiamento strano e guarda caso proprio oggi la devono portare via con loro. Coliandro, allora, chiede ai due se possono salutargli l'ispettore Rana che lavora alle scorte come loro, e ottiene una risposta positiva. A questo punto, il protagonista estrae immediatamente la sua pistola e ordina ai due di non muoversi. Non esiste nessun ispettore Rana, quindi è chiaro che quei due non sono poliziotti, bensì camorristi che stavano portando via Jelena con l'intenzione di ucciderla.
Jelena e Coliandro si allontanano con la moto di lei, anche se i due camorristi sparano contro di loro, riuscendo a danneggiare la moto. Una volta scampato il pericolo, Jelena si ferma e dice a Coliandro di non fidarsi più di nessuno, visto che stava quasi per essere ammazzata. Coliandro le dice che devono andare subito in questura per raccontare l'accaduto a De Zan, ma lei si rimette in sella e scappa via da sola, lasciando a piedi l'ispettore. Coliandro allora va da solo a riferire alla Longhi e a De Zan che purtroppo si è fatto scappare la testimone, ma le ha comunque salvato la vita. La Longhi e De Zan si chiedono come è possibile che i camorristi siano riusciti persino a trovare Jelena a Budrio. È presente anche il sostituto procuratore Costantino, il quale racconta che, un po' di ore prima, Coliandro era allegramente in questura e parlava ad alta voce di Jelena, rivelando chiaramente i suoi dati. De Zan e la Longhi si infuriano con l'ispettore, e De Zan gli ordina tassativamente di tornarsene all'ufficio passaporti. Poi il sostituto procuratore Costantino suggerisce alla collega Longhi di arrendersi: con il ragioniere ucciso e la montenegrina fuggita chissà dove, è impossibile vincere il processo contro Scognamiglio. La Longhi, però, non vuole rassegnarsi e vorrebbe ritrovare Jelena. L'ispettore, quella sera, fa rientro a casa sua e inaspettatamente trova proprio Jelena, che era andata da lui per avere il passaporto. Coliandro la convince a testimoniare contro Scognamiglio, e telefona alla Longhi per fissarle un incontro con la giovane montenegrina per il giorno successivo. Coliandro dice a Jelena che lui va a dormire sul divano, ma lei invece inizia a baciarlo e gli fa capire che vuole fare sesso con lui. L'ispettore, naturalmente, non si tira indietro.
Il mattino seguente, la Longhi esce di casa a piedi e sta facendo le sue solite azioni di routine prima di andare a lavorare: va in edicola a comprare alcuni giornali, poi fa colazione al bar. Qualcuno non identificato, però, la spinge con violenza dal marciapiede verso la strada, facendola investire da un autobus. Coliandro e Jelena si sono svegliati tardi, perché erano parecchio stanchi dopo l'intensa attività sessuale della notte precedente. Jelena inizia a fare la doccia e propone a Coliandro di raggiungerla per farla insieme. Mentre la giovane montenegrina lo aspetta dentro il box doccia, qualcuno suona il campanello. Coliandro va ad aprire e si trova davanti due carabinieri, che devono eseguire un mandato di cattura nei suoi confronti. Gli mostrano il mandato, e Coliandro, leggendo il cognome del pm che lo ha firmato, esclama ad alta voce che è stato quello stronzo del dottor Costantino. Jelena si è nascosta, ma sta sentendo tutto. Coliandro chiede ai carabinieri di poter telefonare alla Longhi, ma uno dei due gli spiega che la Longhi è stata ricoverata d'urgenza in ospedale, e quindi la titolarità delle indagini è passata a Costantino.
Proprio Costantino va in carcere e consegna l'ordine di scarcerazione per Scognamiglio. Quando i due parlano senza che nessuno possa sentirli, viene svelato che il funzionario corrotto è Costantino. La decisione di fare uccidere la Longhi (che però è sopravvissuta) è stata presa di concerto dai due farabutti, così Costantino ha potuto prendere il suo posto in procura. Costantino chiede al boss di fare in modo che i suoi uomini trovino al più presto la montenegrina, e la uccidano. Mentre Scognamiglio si prepara per andare via, nel carcere viene introdotto Coliandro, che deve consegnare tutti i suoi effetti personali, compreso il tesserino. Una guardia carceraria gli comunica che andrà in una cella insieme ad un altro poliziotto corrotto. Scognamiglio sta percorrendo il corridoio per arrivare all'uscita, incontra Coliandro che lo sta percorrendo in senso inverso, e scoppia a ridergli in faccia, anche se le guardie carcerarie cercano di impedirglielo.
Più tardi, De Zan, la Bertaccini e Gamberini si trovano nel reparto di rianimazione, dove stanno osservando la dottoressa Longhi che è intubata e priva di conoscenza. I tre poliziotti parlano di ciò che è successo a Coliandro, e sono tutti e tre d'accordo nel ritenere totalmente sbagliata la decisione di arrestarlo per favoreggiamento. Giunge lì anche lo stesso Costantino: i tre poliziotti vanno via, ma De Zan chiede al PM di poter interloquire con lui più avanti, perché vuole parlargli di Coliandro. Il PM corrotto osserva la Longhi, rammaricandosi tra sé e sé del fatto che sia sopravvissuta. Arriva anche Jelena, che approfittando della distrazione del receptionist è riuscita a sottrarre una divisa da infermiera. Tuttavia, la caposala di quel reparto le dice ad alta voce che lei non può stare lì. Costantino, allora, si volta e capisce di avere trovato la montenegrina. Le spiega di essere il titolare delle indagini e le garantisce aiuto e protezione. Poi telefona al commissario De Zan chiedendo che mandino qualcuno a prenderli: in realtà non sta telefonando a De Zan, ma a Scognamiglio, che manda subito i suoi scagnozzi per prendere la ragazza. Lei, però, dopo che Costantino ha detto il suo cognome nella finta telefonata a De Zan, si ricorda di Coliandro che aveva esclamato quello stronzo del dottor Costantino: la ragazza allora si rende conto di essere in pericolo e non vuole scendere al piano terra insieme a lui. Costantino, allora, cerca di costringerla con la forza, ma lei lo colpisce con un potente calcio sui testicoli e si libera di lui.
Successivamente, in ospedale, Scognamiglio è furioso con Costantino perché si è lasciato scappare la ragazza. Lo scagnozzo Nino addirittura prende per i fondelli il pm corrotto, perché si è fatto mettere ko da una donna. Jelena, di nuovo in fuga, si presenta a casa di Gargiulo, dove dice all'anziana madre di essere la sua fidanzata. L'anziana continua ad attuare un comportamento bigotto e repressivo nei confronti del figlio, indignandosi perché non le aveva fatto sapere di avere una fidanzata. Jelena chiede a Gargiulo per quale motivo Coliandro si trova in carcere. Gargiulo le spiega che è accusato di aver tramato con i casalesi per consegnarla e farla uccidere. Jelena ribadisce a Gargiulo che questa cosa è totalmente senza senso, visto che è stato proprio Coliandro ad affrontare i due killer che si spacciavano per poliziotti. Gargiulo propone di andare a parlare con il sostituto procuratore Costantino e di raccontare come sono andate le cose, ma Jelena non si fida perché aveva sentito Coliandro che parlava male di lui. Gargiulo allora le chiede di parlare almeno con il commissario De Zan. Lei accetta, e resta a casa mentre Gargiulo va al commissariato. Nel frattempo, in carcere, viene fatto arrivare un caffè avvelenato a Coliandro, sempre grazie alle macchinazioni di Costantino. La fortuna vuole che Coliandro decida all'ultimo momento di non bere quel caffè, cedendolo al suo compagno di cella, che purtroppo muore immediatamente.
Gargiulo trova il commissario De Zan impegnato con Gamberini e la Bertaccini. Stanno discutendo proprio di ciò che è accaduto in carcere: Coliandro ha fatto sapere che quel caffè avvelenato era destinato a lui. Gargiulo non viene visto di buon occhio per aver interrotto questa conversazione, ma riesce a ottenere l'attenzione di De Zan quando gli dice di aver parlato con Jelena. Dopo alcune insistenze, De Zan riesce a farsi dire da Gargiulo che Jelena è a casa sua. Il commissario gli ordina di andarla a prendere immediatamente e di portarla nel suo ufficio, e incarica la Bertaccini di accompagnarlo. Nel frattempo, il sostituto procuratore Costantino è nella residenza bolognese di Scognamiglio. Il boss recrimina con il pm perché il piano per uccidere Coliandro non è andato a buon fine. Il boss chiede al pm di far trasferire Coliandro in un carcere in Campania, ma il sostituto procuratore corrotto spiega che questa cosa non rientra nei suoi poteri, suscitando le prese per i fondelli e le impuntature del boss. Dopo che la Bertaccini e Gargiulo sono usciti dalla questura per andare a prendere Jelena, il commissario De Zan ha immediatamente contattato il sostituto procuratore per informarlo che stanno andando a prendere la ragazza a casa di Gargiulo. Il corrotto riceve questa notizia proprio mentre stava discutendo con Scognamiglio, e quindi riferisce subito tutto al boss.
Gargiulo e Jelena stanno preparando un borsone con dei panni puliti per lei. La Bertaccini, al piano di sotto, è imbarazzata perché la madre di Gargiulo le sta facendo delle domande sulla sua vita privata, e sa che l'anziana donna è molto bigotta. Nel frattempo, i camorristi riescono a rapire Gargiulo e Jelena. Quando la Bertaccini se ne accorge, è troppo tardi, e il camioncino bianco con i camorristi e i due rapiti si allontana. Costantino ha dato disposizioni di scarcerare immediatamente Coliandro. L'ispettore non sa che questa improvvisa scarcerazione è una trappola. Infatti, ad attenderlo fuori dall'istituto penitenziario c'è proprio il camioncino bianco con i due camorristi e con le due persone da loro rapite. Rapiscono anche Coliandro. La Longhi si è svegliata: De Zan e i suoi fanno mente locale su tutto ciò che è successo. La strana decisione di arrestare Coliandro e poi di liberarlo, la decisione di scarcerare Scognamiglio: tutte decisioni che la Longhi trova assurde. Poi De Zan le dice che Costantino era l'unico a cui aveva comunicato che Jelena era a casa di Gargiulo. Quindi, i nostri capiscono finalmente chi è il funzionario corrotto che ha sabotato fin dall'inizio il loro lavoro: è appunto il sostituto procuratore Costantino, che viene attirato con una scusa in commissariato e lì viene finalmente arrestato. Nel frattempo, i due camorristi a bordo del furgone si trovano dispersi in aperta campagna, avendo seguito le istruzioni sbagliate del navigatore satellitare: mentre discutono, Gargiulo si sveglia e cerca di comunicare a Coliandro il modo di liberarsi, ovvero con la punta di un chiodo ma l'ispettore pensa che il ragazzo voglia fargli delle avance; in quel momento anche Jelena si sveglia e anche lei trova la punta di un chiodo. Mentre la ragazza si sta liberando, i due camorristi raggiungono un ponte e lo attraversano ma giunti all'altra estremità si bloccano a causa delle dimensioni troppo grandi del mezzo e in quel preciso momento i tre ostaggi sfondano le porte e iniziano a scappare: i due scugnizzi se ne accorgono e gli sparano ma senza colpirli, quindi decidono di corrergli dietro. Alla centrale di polizia, intanto, Costantino racconta tutto, ovvero su come è iniziata la storia e si scopre che suo padre e suo fratello costruivano presepi ma lui non voleva fare la stessa fine e allora un giorno arrivò uno zio che aggiustando qua e là lo fece entrare nella questura: la Longhi a questo punto vuole sapere di più e lo minaccia di sbatterlo in galera ma l'uomo sa il fatto suo e rifiuta l'offerta, visti i tentativi di eliminare Coliandro; il commissario De Zan gli offre la protezione della polizia ma anche qui Costantino e restio e paragona la situazione in cui si trova a quella di Jelena Nikovic perché, nonostante De Zan abbia detto che la stanno cercando, è convinto che i camorristi l'abbiano uccisa assieme ai due poliziotti. Tornando ai tre, la loro corsa finisce perché riescono a intrufolarsi in una cascina dove vengono ospitati da una comunità di hippy e i camorristi, quando arrivano, decidono di tornare indietro: all'interno, Coliandro e Gargiulo cercano disperatamente un telefono per chiedere aiuto ma purtroppo il capo famiglia dice che non hanno nessun tipo di tecnologia perché non le usano. Nel frattempo, i due camorristi si imbattono in un cacciatore che li aveva scambiati per cinghiali, poi l'uomo pensa che i due siano dei "fricchetoni" ma i due scugnizzi non capiscono e allora informa loro che in quella villa abitano persone che non usano nessun tipo di tecnologia. Alla notizia di ciò, si sentono ringalluzziti e tornano indietro, con uno dei due che vuole il fucile dello stesso cacciatore e lo uccide: sentendo lo sparo, i nostri si preoccupano e una donna cerca di convincerli dicendo che è un bracconiere a caccia. Gargiulo esce per andare a controllare e, vedendo una macchina arrivare, chiama Coliandro e Jelena: qui, dopo aver accertato che si tratta di altri camorristi, decidono di preparare delle trappole e di nascondere in un posto sicuro le persone della cascina. Dopo aver raggiunto una vecchia chiesa e acceso il candelabro, iniziano a costruire queste trappole e, nel frattempo, arriva Scognamiglio che, arrabbiato sia con un suo sottoposto che per aver pestato uno sterco di vacca, comunica a tutti i presenti che la mattina seguente andranno a caccia. Intanto nella chiesa cominciano a fare i turni di guardia e mentre Gargiulo è in postazione, Jelena e Coliandro si parlano, provando a stemperare un po' gli animi: poi è la volta di Coliandro a fare il piantone ma l'ispettore è troppo stanco e si addormenta subito. Il mattino seguente, i nostri amici si svegliano, pronti per affrontare il nemico; anche Scognamiglio viene svegliato e, dopo l'ennesima imprecazione per aver calpestato un altro sterco di vacca, si dirige sul luogo assieme alla sua banda. Appena arrivati, il boss e il suo picciotto rimangono in sordina a controllare, mandando in avanscoperta il resto del gruppo: uno dei scagnozzi (quello che ha ucciso il bracconiere con il fucile) entra in casa, dopo aver mandato il suo socio a controllare nei paraggi e, dopo aver fatto un giro d'ispezione, riesce a trovare gli occupanti a causa dell'odore di fumo della canna che il capo famiglia si stava facendo; l'altro, invece, trova subito Jelena e le corre indietro ma cade nella trappola e, quando si riprende, ha un corpo a corpo con Coliandro, il quale ha la peggio ma solo grazie a Jelena riesce a salvarsi perché la ragazza lo mette KO con una pietra. Mentre Coliandro recupera il mitra e sancisce alla ragazza che il cellulare è rotto, il primo scugnizzo tiene d'occhio la comunità, dopo averli fatti uscire dal nascondiglio mentre un terzo, armato di fucile, comincia a cercare intorno: arriva all'ingresso nella stalla ma si accorge della seconda trappola facendola scattare, dopodiché appena varca la soglia viene accoppato da Gargiulo con un legno, il quale lo perquisisce senza trovare un cellulare ma fregandogli l'arma. Il giovane poliziotto si dirige nel nascondiglio dei suoi amici ma viene visto dal sottoposto che inizia a sparare assieme al boss e agli altri scugnizzi presenti: Coliandro, allora, risponde al fuoco in modo da poter coprire il suo collega e Jelena lo fa entrare. Dopo un po', Scognamiglio intima ai nostri amici di arrendersi con scarsi risultati; nel frattempo Gamberini e Bertaccini sono sulle tracce del furgone e l'ispettore spiega alla donna di due segnalazioni: decidono di giocarsela a brioches e, per fortuna, azzeccano la pista. Il boss, intanto, è sempre più nervoso e per far uscire i nostri, li minaccia dicendo che ucciderà le persone della cascina: lo scugnizzo, infatti, va a prendere un ostaggio per portarlo fuori e la sorte tocca al figlio della donna. A questo punto, Coliandro, Gargiulo e Jelena decidono di arrendersi: mentre escono dal nascondiglio, alzano le mani tenendo le armi per poi appoggiarle a terra e avvicinarsi. Dopo aver liberato il bambino, Scognamiglio sta per sparare a Coliandro ma la rottura di una finestra interrompe tutto: il primo scugnizzo, infatti, è stato scaraventato fuori e questo ha fermato il boss; poco dopo, la comunità esce fuori armata di qualsiasi cosa e si lancia contro i malviventi. Nella baruffa generale, Scognamiglio spara a Coliandro, ferendolo a un braccio e poi inizia a scappare: dopo aver raccolto il mitra, l'ispettore lo insegue, assieme a Jelena e poco dopo arrivano Gamberini e Bertaccini che riescono a placare la rissa. Il bambino, sopra un tetto, riesce a trovare i due uomini e inizia a suonare la campana perché, come in un vecchio film western, si ritrovano uno di fronte all'altro: all'estrazione delle armi, Jelena distrae il boss e Coliandro lo mette fuori gioco lanciandogli addosso il mitra. La ragazza, poi, raccogliendo una pistola, vorrebbe uccidere il boss ma l'ispettore riesce a farla desistere giusto in tempo. Alla centrale di polizia, un Coliandro ferito ma con la sua solita verve scherza con la Longhi, cercando di strapparle una promozione alla squadra mobile, senza però riuscirci e anzi, si ricrede perché dopo averle fatto una battuta poco gradevole a voce alta davanti a Bertaccini, la donna ricompare con uno sguardo poco raccomandabile; poi si dirige nell'ufficio di De Zan per cercare di convincere lui della promozione ma anche qui un buco nell'acqua. Più tardi incontra Jelena e, tra una scusa tira l'altra, iniziano a baciarsi.
- Protagonista femminile: Xhilda Lapardhaja (Jelena Nikovic).
- Altri interpreti: Antonino Iuorio (Scognamiglio), Massimo Triggiani (sostituto procuratore Costantino), Ciro Scalera (avvocato di Scognamiglio), Lillo Petrolo (detenuto Bertoni), Ntò (Nino), Andrea Santonastaso (uno dei due Carabinieri che arrestano Coliandro)
- Guest star: Max Pezzali (Ispettore Polizia Penitenziaria)
- Ascolti Italia: telespettatori 2 612 000 – share 10.01%[4]

## 666
- Diretto da: Manetti Bros.
- Scritto da: Carlo Lucarelli e Giampiero Rigosi.

### Trama
È sera. Un ragazzo con il fisico palestrato e la pelle nera si trova fuori da un locale di ristorazione e inizia a spiare verso l'interno, per controllare che nessuno stia per uscire dal locale proprio in quel momento. Tra i vari clienti presenti, ci sono tre metallari che stanno mangiando insieme a un tavolo: due di loro sono due ragazzetti magri, il terzo è anagraficamente più grande ed è in forte sovrappeso. Il palestrato nero, noto con il soprannome di Spillo (soprannome evidentemente contrastante con il suo aspetto fisico), telefona al suo "capo", dicendogli quali sono le automobili che si trovano parcheggiate lì. Si comprende, quindi, che Spillo è un ladro d'auto. Il suo "capo" gli dice di rubare il Mercedes di colore nero. Spillo esegue l'ordine, ma con riluttanza, perché è superstizioso e quell'auto gli sembra un carro funebre. Mentre sta viaggiando con l'auto che ha appena rubato, Spillo inizia a sentire i CD che ha trovato nel cruscotto. Uno di questi è un album black metal, e Spillo disgustato butta via il CD dall'auto in corsa. Poi, addirittura, in un altro CD c'è la registrazione di una cosiddetta "messa nera", vale a dire una celebrazione satanica. Spillo, a questo punto, vede un enorme cane nero sulla strada, e per evitarlo perde il controllo del mezzo, sbandando. Poi scende ed è frastornato perché quell'enorme cane nero non si vede più. Si accorge che una gomma si è bucata, e quindi apre la parte di dietro dell'automobile, con l'intenzione di vedere se c'è la ruota di scorta. E allora fa una scoperta sconcertante: c'è un cadavere lì dentro. Spillo non fa in tempo a rendersi conto di chi sia quel cadavere, perché viene raggiunto da due dei tre metallari che stavano in quel locale, i due ragazzetti magri. Senza dirgli nemmeno una parola, i due aggrediscono il ladro d'auto con delle spranghe e delle mazze, con l'evidente intenzione di ucciderlo.
Come era stato fatto intuire da Gamberini nel finale dell'episodio Anomalia 21, l'ispettore Coliandro è stato assegnato al reparto cinofilo della questura. Anche questo incarico, ovviamente, non soddisfa l'ispettore, che preferirebbe stare in strada come membro della squadra mobile. Coliandro sta "parlando" con Lucifero, un pericoloso cane che ha azzannato un cavallo dei carabinieri. Coliandro lo rimprovera per ciò che ha fatto, ma accusa anche i carabinieri di essere stati troppo intransigenti con quel cane. Poco dopo, il cane inizia ad abbaiare, poiché in ufficio è entrata una donna, ovvero la sorella maggiore di Coliandro. Essa era stata menzionata più volte durante l'episodio Vendetta cinese, ma non vi era apparsa. Qui, invece, finalmente la si vede interagire con suo fratello minore. La donna chiede al fratello di darle una mano con Angelica, figlia di lei e quindi nipote di lui. Lei è molto preoccupata perché la figlia, oggi quattordicenne, ha iniziato a frequentare soggetti a suo parere poco raccomandabili, legati alla musica black metal e quindi al satanismo. Chiede al fratello di recarsi nel locale che è il punto di ritrovo dei metallari, e di avere il suo solito atteggiamento da personaggio cinematografico, così da "convincerli" a stare alla larga da Angelica. Il protagonista, dopo un iniziale rifiuto, soccombe alla sorella che lo minaccia con il "dito pungiglione", ossia uno scherzo che gli faceva sempre quando lei era una ragazza e lui un bambino. Mentre i due discutevano, il cane ha iniziato a mordere il telefonino di Coliandro, che era accidentalmente caduto per terra. Quando Coliandro se ne accorge, è troppo tardi: il telefonino è stato irrimediabilmente danneggiato.
Coliandro va alla macchinetta del caffè, dove incontra la sovrintendente Bertaccini e l'ispettore Gamberini, che lo prendono bonariamente in giro per il fatto di essere stato assegnato al reparto cinofilo. Poi, i due gli raccontano anche del caso di cui si stanno occupando in quel momento: due ragazzi scomparsi nel nulla: un ladro d'auto noto come Spillo, e un giovanissimo metallaro noto come Zombie (evidentemente, si tratta del ragazzo che era stato ucciso e il cui cadavere era stato trovato da Spillo nel bagagliaio dell'auto che aveva rubato). Coliandro resta colpito negativamente dal soprannome Zombie, e commenta come al suo solito: che gioventù di merda. Poi si allontana dai due colleghi, che continuano a prendere in giro, mentre lui inavvertitamente va a sbattere contro un altro poliziotto. Coliandro va allo spaccio alimentare da Gargiulo, che proprio in quel momento sta aprendo la scatola che contiene il telefonino di Goldrake, da lui acquistato tramite Internet. Poiché Coliandro ha bisogno di un cellulare, prende in prestito questo telefonino da otaku, nonostante Gargiulo sia contrariato perché lo ha pagato parecchi soldi. Coliandro lo rassicura che glielo restituirà presto, e gli chiede di andare con lui quella sera nel locale che gli è stato indicato dalla sorella maggiore.
Arrivati nel locale, Gargiulo dimostra una particolare conoscenza del genere metal, spiegando all'ispettore di essere poco interessato al sottogenere black metal, ma di apprezzare di più il metal classico, ovvero gli AC/DC, gli Iron Maiden e i Judas Priest. L'ispettore Coliandro, per tutta risposta, gli dice che a me questa musica mi fa cagare tutta quanta. Nel locale, si stanno esibendo alcuni metallari, tra cui i due che hanno ucciso Zombie e Spillo. Angelica si trova nel locale e sta cercando informazioni proprio su Zombie, che non si trova. La quattordicenne non sa che Zombie è stato ucciso proprio dai due che si sono appena esibiti, e che entrano subito in contrasto con un altro metallaro lì seduto, Steve Sylvester (immediatamente riconosciuto da Gargiulo), che però si dimostra particolarmente giudizioso e responsabile, perché dice ai "rivali" più giovani di non fare bere alcolici alla quattordicenne Angelica, e poi si raccomanda con la stessa di stare alla larga da costoro, perché sono persone deviate. Coliandro, però, non si accorge della differenza tra i metallari "cattivi" che vogliono portare Angelica su un brutta strada e Steve Sylvester che invece si comporta bene. Coliandro fa di tutta l'erba un fascio e si rivolge con durezza e tracotanza a tutti indiscriminatamente, ordinando loro di stare lontano da Angelica. Quest'ultima è dispiaciuta perché lo zio le ha fatto fare una figura da bambina con i suoi attuali "amici". Poi però accetta di spostarsi con lo zio e con Gargiulo in un locale diverso, dove spiega di avere le idee chiare sul suo futuro, ma vuole anche che la madre le lasci fare le sue esperienze. Chiede anche allo zio di non regalarle più le bambole, perché ormai è cresciuta.
Il mattino dopo, i due metallari magri che hanno ammazzato Zombie (il quale diceva di essere il fidanzato di Angelica) e Spillo sono in compagnia dell'altro metallaro, quello grasso, che ha sempre con sé le cuffie e non parla per niente. Il metallaro grasso è soprannominato Dead, perché sembra quasi un morto, ma i due suoi complici magri sanno che se si sveglia può diventare pericoloso. Ebbene, i tre metallari stanno incontrando un uomo di mezza età, il mandante dell'omicidio di Zombie, che loro chiamano "maestro". Discutendo con uno dei due magri, il "maestro" lo rimprovera per aver ucciso Zombie troppo presto, senza prima farsi dire tutto ciò che sapeva. Poi, saputo che c'è un poliziotto in qualche modo interessato ad Angelica (l'ispettore la sera prima si era qualificato come poliziotto, ma non aveva specificato di essere lo zio di Angelica), il "maestro" dice che dovrà chiedere consiglio per capire come affrontare questo imprevisto. Il metallaro trova strana questa cosa, perché pensava di avere a che fare con il leader che non deve rendere conto a nessuno, ma il "maestro" gli risponde che tutti dipendono da qualcuno. Poi il metallaro dice al "maestro" che hanno individuato una nuova ragazza da iniziare, e lui li esorta ad allontanarsi, perché non vuole farsi vedere insieme a loro: il "maestro" infatti è un prete deviato. Qualche decina di metri più avanti, il "maestro" arriva a scuola, dove lavora persino come professore di religione.
Al reparto cinofilo arriva una fornitura di centinaia di confezioni di croccantini per gatti. Coliandro si accorge di avere nuovamente sbagliato con il computer, effettuando un'ordinazione sbagliata, come accaduto circa dieci anni prima con gli yogurt ai mirtilli. Quella sera, Coliandro torna a casa amareggiato e deluso da sé stesso per questo ulteriore errore che potrebbe vedergli lo stipendio decurtato per chissà quanto tempo. Dopo aver parcheggiato la sua auto come sempre, l'ispettore sente delle urla provenire da lì vicino. Si accorge che la persona che urla è una ragazza, la quale sta subendo un tentativo di stupro da due balordi con il passamontagna. Allo spettatore viene fatto comprendere che quei due sono Dead, il metallaro grasso, e uno dei due metallari killer magri. Coliandro estrae la pistola e ordina ai due balordi di lasciare andare la ragazza, alla quale hanno già strappato una metà del leggings, scoprendole interamente una coscia. Coliandro minaccia di sparare, e i due scappano via. La ragazza, di nome Vanessa, non vuole chiamare l'ambulanza e chiede a Coliandro di ospitarla a casa sua. Vanessa si lascia massaggiare la gamba rimasta scoperta a causa dello strappo del leggin, poi chiede al protagonista di offrirle qualcosa da bere. Inoltre, gli domanda di quali casi si sta occupando. Coliandro le dice che sta indagando sulla sparizione di Zombie e di Spillo, anche se in verità lui è relegato al reparto cinofilo. Afferma anche che sta seguendo una ragazza (senza dire che si chiama Angelica) per tenerla lontano da certi brutti giri. Vanessa si mostra affascinata da questo poliziotto duro e puro. Coliandro tenta di baciarla, lei accetta il bacio e poi i due iniziano a fare sesso. Il mattino seguente, Vanessa va a parlare con i metallari, e dice loro che quel poliziotto rappresenta un problema, perché è in gamba e sa tante cose.
- Protagonista femminile: Myriam Catania (Vanessa).
- Altri interpreti: Dalila Ansalone (Angelica), Tita Ruggeri (sorella di Coliandro), Marco Iannitello (Nik), Daniele Della Sala (Dead), Leo Mantovani (Cannellini), Lorenzo Magni (Robin) e Stefano Fregni (Il maestro).
- Guest star: Steve Sylvester, Death SS, Malnàtt e In Tormentata Quiete (con il nome di Black Dogs From Hell[5])
- Ascolti Italia: telespettatori 2 236 000 – share 9,65%[6]